# Comperiella unifasciata
Comperiella unifasciata är en stekelart som beskrevs av Ishii 1925. Comperiella unifasciata ingår i släktet Comperiella och familjen sköldlussteklar.
Artens utbredningsområde är:
- Fiji.
- Mauritius.

Inga underarter finns listade i Catalogue of Life.